# Puilacher
Puilacher – miejscowość i gmina we Francji, w regionie Oksytania, w departamencie Hérault.
Według danych na rok 1990 gminę zamieszkiwały 132 osoby, a gęstość zaludnienia wynosiła 49 osób/km² (wśród 1545 gmin Langwedocji-Roussillon Puilacher plasuje się na 771. miejscu pod względem liczby ludności, natomiast pod względem powierzchni na miejscu 1097.).